# A Very English Scandal
A Very English Scandal ist eine britische Dramedy-Miniserie aus dem Jahr 2018. Sie erstreckt sich über einen Zeitraum von 18 Jahren und handelt von der sogenannten Thorpe-Affäre, einem politischen Skandal aus den 1970er-Jahren, in den hauptsächlich der britische Liberal-Party-Vorsitzende Jeremy Thorpe verwickelt war. Er wurde beschuldigt, einen Mord an seinem heimlichen Liebhaber Norman Josiffe geplant zu haben.
Die Drehbücher wurden von Russell T Davies verfasst, während Stephen Frears die Regie übernahm. Die Hauptdarsteller waren Hugh Grant und Ben Whishaw. Für Grant war dies die erste Hauptrolle im britischen Fernsehen seit über 20 Jahren und zugleich die zweite Zusammenarbeit mit Frears.
Die Serie wurde vom 20. Mai bis zum 3. Juni 2018 auf BBC One erstausgestrahlt. A Very English Scandal feierte am 19. September 2019 auf dem Sony Channel ihre Premiere in Deutschland und wurde am 22. August 2020 des darauffolgenden Jahres erstmals im Free TV gezeigt.
Im Dezember 2021 wurde die ebenfalls dreiteilige Miniserie A Very British Scandal auf BBC One veröffentlicht. Trotz des ähnlichen Formats und Titels sowie derselben Produktionsfirma Blueprint Pictures ist sie keine Fortsetzung von A Very English Scandal.

## Handlung
1961 begegnet Jeremy Thorpe, ein Mitglied des britischen Parlaments, einem jungen Mann namens Norman Josiffe. Dieser arbeitet als Stallbursche in Oxfordshire und gefällt Jeremy auf Anhieb. Er schreibt Norman mehrere Liebesbriefe, der bald zu ihm nach London zieht. Da Norman keine Sozialversicherungskarte hat und daher nicht einer längerdauernden, angemeldeten Arbeit nachgehen kann, wird er zunehmend labil, zudem neigt er zu einem melodramatischen und selbstdarstellerischen Verhalten, was sein Verhältnis zu Jeremy belastet. Nach einigen Jahren verlässt Norman schließlich Jeremy, da er sich von ihm ausgenutzt und in einem Abhängigkeitsverhältnis fühlt. Er gibt zwei Briefe, die Jeremy ihm geschrieben hat, bei der Polizei ab, wo man sich aber nicht um den Fall kümmert.
Jahre später wird Jeremy von seinem ehemaligen Liebhaber erpresst, der droht, ihre Beziehung publik zu machen. Jeremy befürchtet das Ende seiner Karriere und überredet seinen Kollegen Peter Bessell, Norman größere Geldbeträge zu überweisen. Dieser verlangt zudem eine neue Sozialversicherungskarte, Jeremy lehnt dies ab, da unter Umständen dadurch eine Verbindung zwischen ihnen festgestellt werden könnte.
1968 wird Jeremy zum Parteivorsitzenden gewählt. Er heiratet die junge, naive Caroline Allpass, die beiden werden bald Eltern eines Sohnes. Währenddessen arbeitet Norman, der nun den Nachnamen Scott trägt, zunächst erfolgreich als Model. Letztendlich ist er aber unfähig, in einer Arbeitsstelle oder Beziehung zu verweilen, wozu Alkohol- und Drogenkonsum beitragen. Sein einziger Lichtblick sind Pferde und Hunde, um die er sich gelegentlich kümmert. Da er auf Jeremy wütend ist, ruft er Caroline an und berichtet ihr von seiner Liebschaft mit ihrem Ehemann. Sie nimmt dieses Geständnis fassungslos auf, bleibt aber weiterhin mit Jeremy zusammen.
Zwei Jahre später stirbt Caroline bei einem Autounfall. Während er um seine Frau trauert, überlegt Jeremy, Norman ermorden zu lassen. Diese Pläne werden aber aufgrund von zeitlichen Umständen immer wieder verschoben. Peter Bessell ist aufgrund der Zahlungen an Norman in finanzielle Schwierigkeiten geraten und setzt sich deswegen in die Vereinigten Staaten ab. Über eine Frau, mit der er ein Verhältnis hat, kann Norman Kontakt zu Thorpes innerparteilichem Konkurrenten Hooson aufnehmen. Er schildert diesem seine Geschichte, vor allem um doch noch zu seinem Sozialversicherungsausweis zu kommen. Dabei betont er auch, dass er Jeremy trotz allem liebe. Hooson konfrontiert Thorpe mit den Anschuldigungen, der aber durch Kontakte verhindern kann, dass gegen ihn ermittelt wird.
1973 ehelicht Jeremy Marion Stein, eine Adelige und Gräfin von Harewood. Als Jeremy Norman 1976 zufällig auf der Straße trifft, gerät er in Panik und beauftragt seinen ehemaligen Studienkollegen David Holmes mit der Tötung Normans. Dieser gibt die Aufgabe an Andrew Newton weiter, der dafür 10.000 Pfund erhält. Newton scheitert allerdings kläglich und schafft es lediglich, Normans Hund zu erschießen. Norman meldet das Verbrechen umgehend der Polizei, da er davon überzeugt ist, dass Jeremy etwas damit zu tun hat, und löst damit die sogenannte Thorpe-Affäre aus: Als Norman von der Polizei auf sein Verlangen hin die zwei Liebesbriefe ausgehändigt bekommt, lässt Jeremy selbst sie veröffentlichen und gibt zu ihrem Inhalt eine Stellungnahme ab. Im Mai tritt er vom Amt des Parteivorsitzenden zurück, zudem verliert er seinen Sitz im Parlament an Anthony Speller, ein Mitglied der konservativen Partei.
Nachdem Newton nach seiner Gefängnisstrafe über die Presse Jeremy beschuldigt hat, ihn angestiftet zu haben, und Bessell den Ermittlern bestätigt, dass Jeremy Norman töten lassen wollte, müssen sich Jeremy, David und zwei Mitangeklagte drei Jahre später vor Gericht wegen Verschwörung zum Mord verantworten. Jeremys Verteidigung übernimmt George Carmen, der für seine unerbittlichen Plädoyers und Zeugenbefragungen bekannt ist. Die Presse nimmt mit regem Interesse an dem Prozess teil und lässt bei ihrer Berichterstattung auch die kleinsten Details nicht aus. Norman sagt im Zeugenstand, er verlange nur eine Sozialversicherungskarte und dass seine Geschichte Gehör finde. Den stark voreingenommenen Richter Cantley interessiert dies wenig. Er beeinflusst die Geschworenen zugunsten Jeremys, die ihn und seine Mitverschwörer für nicht schuldig befinden.
Im Abspann wird erwähnt, was aus den Beteiligten geworden ist: Jeremy, der nie wieder ein öffentliches Amt bekleidete, verbrachte sein restliches Leben mit Marion bis zu ihrem Tod am 6. März 2014, er starb am 4. Dezember desselben Jahres. Peter wohnte bis zu seinem Tod 1985 in den USA. Norman lebt heute mit elf Hunden zusammen und besitzt immer noch keine Sozialversicherungskarte.

## Produktion
Die Handlung basiert auf dem True Crime-Tatsachenroman A Very English Scandal (2016) des Journalisten John Preston. Am 21. Mai 2017 gab der ausstrahlende Sender BBC One erste Details zur Serie bekannt. Stephen Frears wurde als Regisseur verpflichtet, Russell T Davies verfasste die Drehbücher. Die Hauptrolle des Jeremy Thorpe übernahm Hugh Grant, der damit nach gut 25 Jahren wieder in einer in seinem Heimatstaat produzierten Fernsehserie mitwirkte. Er hatte mit Frears bereits ein Jahr davor für Florence Foster Jenkins zusammengearbeitet. Gut einen Monat später verkündete BBC One die Besetzung von Ben Whishaw als Norman Josiffe. Im Oktober wurden weitere Mitglieder der Ensembles bekanntgegeben, unter anderem Monica Dolan, Patricia Hodge, Alex Jennings, Eve Myles, Adrian Scarborough und Jason Watkins.
Das britische Parlament kommt in der Serie zwar häufig vor, ist aber tatsächlich nur von außen zu sehen. Da ein Dreh im Gebäude nicht möglich war, griffen die Produzenten für die entsprechenden Szenen auf das architektonisch ähnliche Rathaus von Manchester sowie umgestaltete Räume im Bulstrode Park – einem leerstehenden English country house in Buckinghamshire – zurück. Letzterer Ort war zudem Drehort einer Moorlandschaft-Sequenz. Auch andere Szenen wurden nicht an den Originalschauplätzen gefilmt. Bridgend, Ealing und Devon dienten als Kulissen für Dublin, Blackpool sowie Kalifornien. Daneben erhielt das Filmteam als erstes überhaupt eine Drehgenehmigung im Old Bailey. Aus Zeitgründen war dies jedoch nicht möglich, weswegen stattdessen ein Gerichtsgebäude im Royal Borough of Kingston upon Thames zur Verwendung kam. Ein weiterer Drehort war die Kleinstadt St Donats in Südwales.

## Besetzung und Synchronisation
Die deutsche Synchronisation entstand 2019 in Berlin.
| Rolle                         | Folgen | Darsteller         | Synchronsprecher   |
| ----------------------------- | ------ | ------------------ | ------------------ |
| Jeremy Thorpe                 | 1–3    | Hugh Grant         | Patrick Winczewski |
| Norman Josiffe / Norman Scott | 1–3    | Ben Whishaw        | Tobias Nath        |
| Peter Bessell                 | 1–3    | Alex Jennings      | Walter von Hauff   |
| Ursula Thorpe                 | 1–3    | Patricia Hodge     | Marion Hartmann    |
| Emlyn Hooson, Baron Hooson    | 1–2    | Jason Watkins      | Alexander Pelz     |
| Caroline Allpass              | 1–2    | Alice Orr-Ewing    | Angela Wiederhut   |
| Diana Stainton                | 1–2    | Naomi Battrick     |                    |
| Marion Stein                  | 2–3    | Monica Dolan       | Elisabeth Günther  |
| Andrew Newton                 | 2–3    | Blake Harrison     | Julius Jellinek    |
| Edna Friendship               | 2–3    | Michele Dotrice    | Anita Höfer        |
| David Holmes                  | 2–3    | Paul Hilton        | Jakob Riedl        |
| George Deakin                 | 2–3    | Dyfan Dwyfor       | Martin Bonvicini   |
| Arthur Gore, 8. Earl of Arran | 1      | David Bamber       | Holger Schwiers    |
| Fiona Gore, Countess of Arran | 1      | Susan Woolridge    | Maria Böhme        |
| Leo Abse                      | 1      | Anthony O’Donnell  | Claus Brockmeyer   |
| Lyn                           | 1      | Michelle Fox       | Janina Dietz       |
| Gwen Parry-Jones              | 2      | Eve Myles          | Claudia Lössl      |
| Reggie Maudling               | 2      | Michael Dulkin     | Jochen Striebeck   |
| David Napley                  | 3      | Jonathan Hyde      | Erich Ludwig       |
| George Carman                 | 3      | Adrian Scarborough | Kai Taschner       |

## Episodenliste
| Nr. | Deutscher Titel | Originaltitel | Erstausstrahlung UK | Deutschsprachige Erstausstrahlung (D) | Regie          | Drehbuch         |
| --- | --------------- | ------------- | ------------------- | ------------------------------------- | -------------- | ---------------- |
| 1   | Teil 1          | Episode 1     | 20. Mai 2018        | 19. Sep. 2019                         | Stephen Frears | Russell T Davies |
| 2   | Teil 2          | Episode 2     | 27. Mai 2018        | 19. Sep. 2019                         | Stephen Frears | Russell T Davies |
| 3   | Teil 3          | Episode 3     | 3. Juni 2018        | 19. Sep. 2019                         | Stephen Frears | Russell T Davies |

## Veröffentlichung
A Very English Scandal wurde im Vereinigten Königreich vom 20. Mai bis zu 3. Juni 2018 auf BBC One erstausgestrahlt. Im Juli folgte eine Veröffentlichung auf DVD. Zudem ist die Serie bei mehreren Streaminganbietern abrufbar.
In Deutschland feierte die Serie ihre Premiere am 19. September 2019 auf dem Sony Channel. Zudem erschien sie am selben Tag auf DVD und mehreren VoD-Mediatheken. Am 22. August 2020 hatte A Very English Scandal auf Tele 5 ihre Free-TV-Premiere in Deutschland. Seit Februar 2023 ist sie zudem gelegentlich auf One zu sehen, seit Juni desselben Jahres auf ORF 1.

## Rezeption
Der britische Guardian setzte A Very English Scandal in seiner jährlichen Bestenliste The 50 best TV shows of 2018 auf den zweiten Platz (übertroffen lediglich von Killing Eve).
Norman Scott äußerte in einem Interview mit der Irish Times Unverständnis über seine Darstellung in der Serie. Zwar sei künstlerische Freiheit „schön und gut“, die Handlung allerdings nicht seine Geschichte. Zudem gefielen ihm die lustigen Momente nicht, da an Mordversuchen nichts komisch sei. Er werde als eine „arme, affektierte, kleine schwule Person“ sowie als Schwächling dargestellt, der er nie gewesen sei.

## Auszeichnungen und Nominierungen (Auswahl)
British Society of Cinematographers Awards 2018
- Nominierung: Beste Kamera einer Drama-Fernsehserie, für Danny Cohen[15]
- Nominierung: Beste Kameraführung einer Drama-Fernsehserie, für Iain McKay[16]

Digital Spy Reader Awards 2018
- Nominierung: Bester Darsteller in einer Fernsehserie, für Hugh Grant

IGN’s Best of 2018 Awards
- Nominierung: Beste darstellerische Leistung in einer Drama-Fernsehserie, für Hugh Grant

Rose d’Or 2018
- Auszeichnung: Bester Fernsehfilm oder Miniserie

Satellite Awards 2018
- Nominierung: Bester Fernsehfilm oder Miniserie
- Nominierung: Bester Hauptdarsteller in einer Miniserie oder einem Fernsehfilm, für Hugh Grant
- Nominierung: Bester Nebendarsteller in einer Miniserie oder einem Fernsehfilm, für Ben Whishaw

Banff World Media Festival 2019
- Nominierung: Beste Miniserie

British Academy Television Award 2019
- Auszeichnung: Bester Nebendarsteller, für Ben Whishaw
- Nominierung: Beste Miniserie
- Nominierung: Bester Hauptdarsteller, für Hugh Grant
- Nominierung: Beste Nebendarstellerin, für Monica Dolan

Critics’ Choice Television Awards 2019
- Auszeichnung: Bester Nebendarsteller in einem Fernsehfilm oder einer Miniserie, für Ben Whishaw
- Nominierung: Bester Fernsehfilm oder Miniserie
- Nominierung: Bester Hauptdarsteller in einem Fernsehfilm oder einer Miniserie, für Hugh Grant

Festival de Télévision de Monte-Carlo 2019
- Nominierung: Beste Langfilmserie
- Nominierung: Bester Darsteller in einer Langfilmserie, für Hugh Grant

GLAAD Media Awards 2019
- Nominierung: Bester Fernsehfilm oder Miniserie

Golden Globe Awards 2019
- Auszeichnung: Bester Nebendarsteller in einer Fernsehserie, Miniserie oder einem Fernsehfilm, für Ben Whishaw
- Nominierung: Beste Miniserie oder Fernsehfilm
- Nominierung: Bester Hauptdarsteller in einer Fernsehfilm oder einer Miniserie, für Hugh Grant

Primetime-Emmy-Verleihung 2019
- Auszeichnung: Bester Nebendarsteller in einem Fernsehfilm oder einer Miniserie, für Ben Whishaw
- Nominierung: Bester Hauptdarsteller in einem Fernsehfilm oder einer Miniserie, für Hugh Grant
- Nominierung: Beste Regie eines Fernsehfilms oder einer Miniserie, für Stephen Frears
- Nominierung: Bestes Drehbuch eines Fernsehfilms oder einer Miniserie, für Russell T Davies

Screen Actors Guild Awards 2019
- Nominierung: Bester Darsteller in einem Fernsehfilm oder einer Miniserie, für Hugh Grant

USC Libraries Scripter Awards 2019
- Auszeichnung: Beste Fernsehadaption, für Russell T Davies

Writers’ Guild of Great Britain Awards 2019
- Auszeichnung: Bestes Drehbuch einer Drama-Miniserie, für Russell T Davies

## Ähnliche Serien
Die Produktionsfirma Blueprint Pictures setzte im Dezember 2021 mit A Very British Scandal das Format fort. In der ebenfalls dreiteiligen Miniserie geht es um die Scheidung von Margaret Campbell, Duchess of Argyll und Ian Campbell, 11. Duke of Argyll, die 1963 im Vereinigten Königreich für Schlagzeilen sorgte. Im November 2023 wurde eine weitere Reihe namens A Very Royal Scandal über Emily Maitlis’ Interview mit Andrew, Duke of York angekündigt. Allerdings sind die beiden Serien keine Fortsetzungen von A Very English Scandal. Zudem wirken an den jeweiligen Produktionen unterschiedliche Beteiligte vor und hinter der Kamera mit.